# Scream (Ozzy Osbourne)
Scream è il decimo album in studio del cantante heavy metal britannico Ozzy Osbourne, pubblicato nel giugno 2010 dalla Epic Records.

## Descrizione
L'album, che è il primo di Osbourne dai tempi di The Ultimate Sin (1986) a utilizzare il suo classico logo sulla copertina, è stato anticipato dal singolo Let Me Hear You Scream, pubblicato il 3 maggio 2010, e rappresenta il primo lavoro di Ozzy senza il chitarrista storico Zakk Wylde dai tempi di No Rest for the Wicked (1988) fino a Black Rain (2007). Gli altri singoli estratti dall'album sono stati Life Won't Wait e Let It Die, pubblicati rispettivamente l'8 agosto 2010 e il 23 gennaio 2011.
Il disco era stato originariamente intitolato Soul Sucka, ma Osbourne ha in seguito deciso di cambiare titolo dopo aver ricevuto un feedback negativo dai fan. Della produzione del disco si sono occupati lo stesso Ozzy Osbourne e Kevin Churko, che aveva già lavorato a Black Rain nel 2007.
L'album vede il debutto del chitarrista greco Gus G. dei Firewind, che prende il posto di Zakk Wylde. Le parti di batteria sono state registrate da Tommy Clufetos, nuovo  batterista ufficiale del gruppo. Scream è inoltre il primo album a presentare attivamente il tastierista Adam Wakeman, che fino ad allora aveva collaborato con Ozzy solo come turnista.
L'album è stato considerato commercialmente deludente rispetto al precedente lavoro in studio di Osbourne, anche se è stato un discreto successo raggiungendo il 4º posto nella classifica Billboard 200 degli Stati Uniti e il numero 12 nella UK Albums Chart.
L'album è stato pubblicato in edizione speciale il 5 ottobre 2010, con in allegato un CD bonus contenente alcune tracce registrate dal vivo.

## Tracce
1. Let It Die – 6:06 (Ozzy Osbourne, Kevin Churko, Adam Wakeman)
2. Let Me Hear You Scream – 3:25 (Osbourne, Churko)
3. Soul Sucker – 4:34 (Osbourne, Churko)
4. Life Won't Wait – 5:06 (Osbourne, Churko)
5. Diggin' Me Down – 6:03 (Osbourne, Churko, Wakeman)
6. Crucify – 3:29 (Osbourne, Churko)
7. Fearless – 3:41 (Osbourne, Churko, Wakeman)
8. Time – 5:31 (Osbourne, Churko)
9. I Want It More – 5:36 (Osbourne, Churko, Wakeman)
10. Latimer's Mercy – 4:27 (Osbourne, Churko)
11. I Love You All – 1:02 (Osbourne)

Traccia bonus nell'edizione giapponese
1. Jump the Moon – 2:54 (Osbourne, Churko)

Traccia bonus nell'edizione di iTunes
1. One More Time – 3:07 (Osbourne, Churko)

## Formazione
- Ozzy Osbourne – voce
- Gus G. – chitarre
- Rob "Blasko" Nicholson – basso
- Tommy Clufetos – batteria
- Adam Wakeman – tastiere

## Classifiche
| Classifica (2010)          | Posizione massima |
| -------------------------- | ----------------- |
| Australia                  | 11                |
| Austria                    | 9                 |
| Belgio (Fiandre)           | 79                |
| Belgio (Vallonia)          | 49                |
| Canada                     | 4                 |
| Danimarca                  | 18                |
| Finlandia                  | 3                 |
| Francia                    | 49                |
| Germania                   | 7                 |
| Giappone                   | 11                |
| Grecia                     | 1                 |
| Irlanda                    | 64                |
| Italia                     | 29                |
| Messico                    | 60                |
| Norvegia                   | 9                 |
| Nuova Zelanda              | 6                 |
| Paesi Bassi                | 57                |
| Polonia                    | 3                 |
| Regno Unito                | 12                |
| Regno Unito (rock & metal) | 1                 |
| Repubblica Ceca            | 2                 |
| Spagna                     | 74                |
| Stati Uniti                | 4                 |
| Stati Uniti (digital)      | 5                 |
| Stati Uniti (hard rock)    | 1                 |
| Stati Uniti (rock)         | 1                 |
| Stati Uniti (tastemaker)   | 2                 |
| Svezia                     | 3                 |
| Svizzera                   | 8                 |
| Ungheria                   | 10                |

## Date di pubblicazione
| Luogo       | Data           |
| ----------- | -------------- |
| Europa      | 11 giugno 2010 |
| Regno Unito | 14 giugno 2010 |
| Australia   | 18 giugno 2010 |
| Stati Uniti | 22 giugno 2010 |
| Giappone    | 23 giugno 2010 |
| Brasile     | 24 giugno 2010 |